# Hotel cinque stelle
Hotel cinque stelle (Quatre étoiles) è un film del 2006, diretto da Christian Vincent.

## Trama

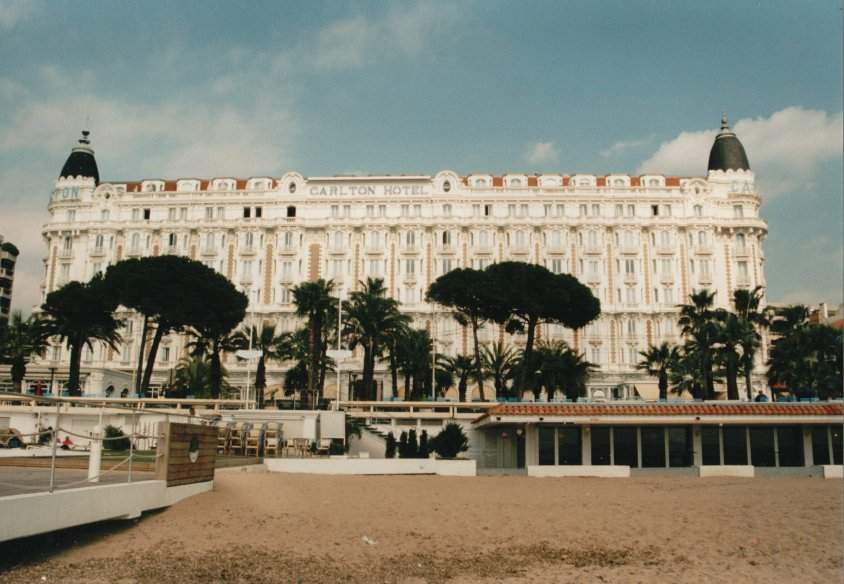
L'Hotel Carlton, in cui alloggiano i due protagonisti

Franssou, una giovane insegnante d'inglese, eredita da una zia una somma di 50 000 euro; decide così di prendersi un anno sabbatico e di trascorrere un periodo di vacanza a Cannes, concedendosi ogni sorta di svago. Presa una stanza nell'hotel più prestigioso della città, Franssou conosce Stephane, un simpatico truffatore che fa la bella vita e che campa con ogni tipo di espediente; indebitatosi fino al collo, Stephane riesce ad ottenere un prestito da Franssou, a due condizioni: restituirle il doppio della somma e frequentarla per tutta la durata del loro soggiorno. Stephane riesce a girare a proprio favore questa situazione, servendosi della ragazza per truffare René, un ricco pilota di formula uno che si è invaghito di lei. Ma il piano architettato da Stephane è destinato al fallimento, nel momento in cui scopre di essersi innamorato, ricambiato, di Franssou...

## Critica
- Il regista lo definisce un film sui soldi, i sentimenti e i rapporti di forza. Alle spalle, come modello cinefilo, la tradizione della commedia sofisticata hollywoodiana anni '30 e '40. Bravi i due protagonisti. Commento del dizionario Morandini che assegna al film due stelle e mezzo su cinque di giudizio.[2]
- Il dizionario Farinotti assegna al film due stelle su cinque di giudizio, senza però rilasciare alcun commento.[3]